# Nan-ao
Nan-ao (南澳) è una città rurale situata nella parte meridionale della Contea di Yilan, a Taiwan. Popolata in significativa parte da individui di etnia Atayal, la città è stata il luogo in cui, durante il dominio giapponese di Taiwan, è avvenuto il cosiddetto incidente Sayun, reso famoso dal film giapponese del 1943 Sayon's Bell.
Nan-ao si trova in un terreno montuoso, parte della Catena Montuosa Centrale che attraversa l'isola, e si divide in sette villaggi minori, da nord a sud:
- Dongyue
- Nan'ao
- Biho
- Jinyue
- Wuta
- Jinyang
- Aohua

## Infrastrutture e trasporti
Nan-ao ha quattro stazioni ferroviarie, tutte servite dalla linea North-Link della Taiwan Railway Administration. I nomi delle stazioni sono Dongao, Nanao, Wuta e Hanben.
Attraverso la città passa l'autostrada Taiwan 9, conosciuta anche con il nome di autostrada Suhua (蘇花公路) quando attraversa il tratto a sud tra Su-ao e Hualien. La strada è costiera e panoramica, e presenta alcuni tra i più belli scenari oceanici dell'isola.